# Фоча (Туреччина)
Фоча (тур. Foça) — місто й район у провінції Ізмір Туреччини, на узбережжі Егейського моря.
Місто Фоча розташоване приблизно за 70 км на північний захід від міста Ізмір. В цьому ж районі, на відстані 10 км на північний схід від Фочі також є селище з власним муніципалітетом під назвою Єні-Фоча (тур. Yeni Foça — «Нова Фоча»). З цієї причини саму Фочу в повсякденній мові часто називають Ескі-Фоча (тур. Eski Foça — «Стара Фоча»). Населення Фочі станом на 2019 рік складало 32 264 особи.
Фоча побудована на місці стародавнього міста Фокея (грец. Φώκαια).

## Історія

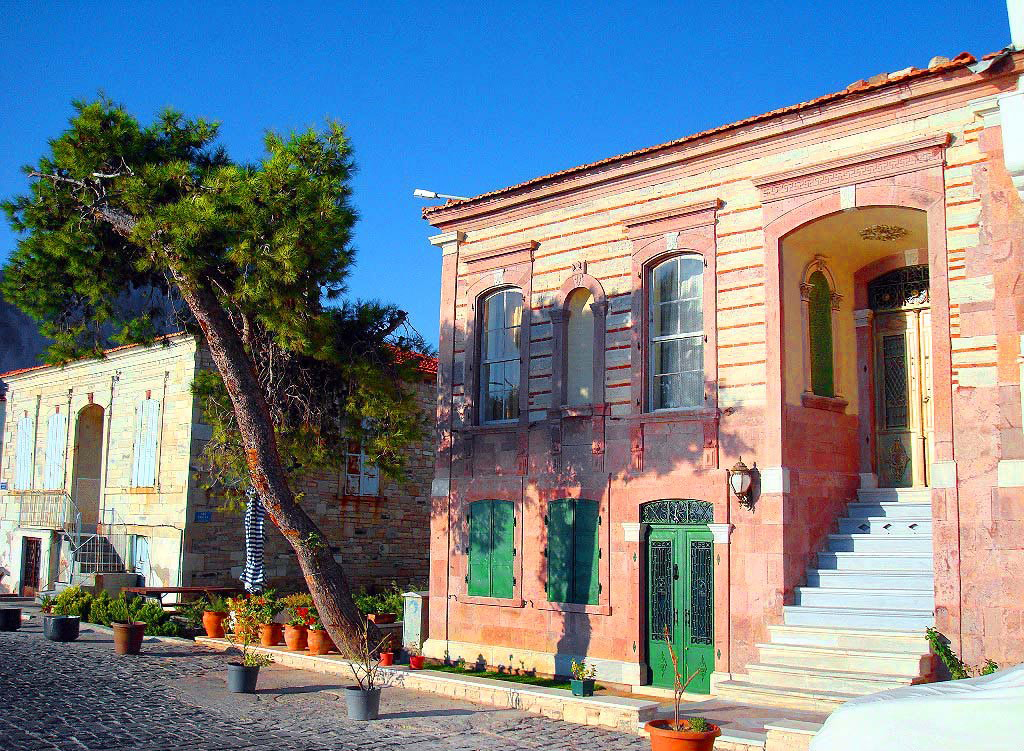
Історичні будинки у Фочі

### Заснування
Місто Фокея (грец. Φωκαια) було засноване стародавніми греками і назване на честь тюленів-монахів, що дотепер живуть на сусідніх островах. Першими грецькими поселенцями в цьому регіоні були еолійці, яки з'явились тут в XI столітті до нашої ери і сформували регіон Еоліда. Пізніше еолійців з Фокеї і сусідньої Смірни витіснили іонійські греки, переселення яких до цього регіону почалося в IX столітті до нашої ери. Іонічна Фокея було одним з найважливіших поселень Іонії того часу.
Фокейці, відомі в давньогрецькі часи як майстерні мореплавці, заснували багато власних колоній в Егейському, Середземному та Чорному морях. До найважливіших колоній Фокеї відносяться Амісос у Чорному морі (сучасний Самсун), Лампсакос в Дарданеллах (нині Лапсекі), Метімна (тепер Моливос) на Лесбосі, Елея (тепер Велія) в Італії та Алалія на Корсиці. Крім того, Фокея стала одним з перших грецьких міст, яке в VII ст. до н. е. почало карбувати власні монети з електрума. Фокейські монети несли на собі зображення тюленя.

### Генуезьке володіння

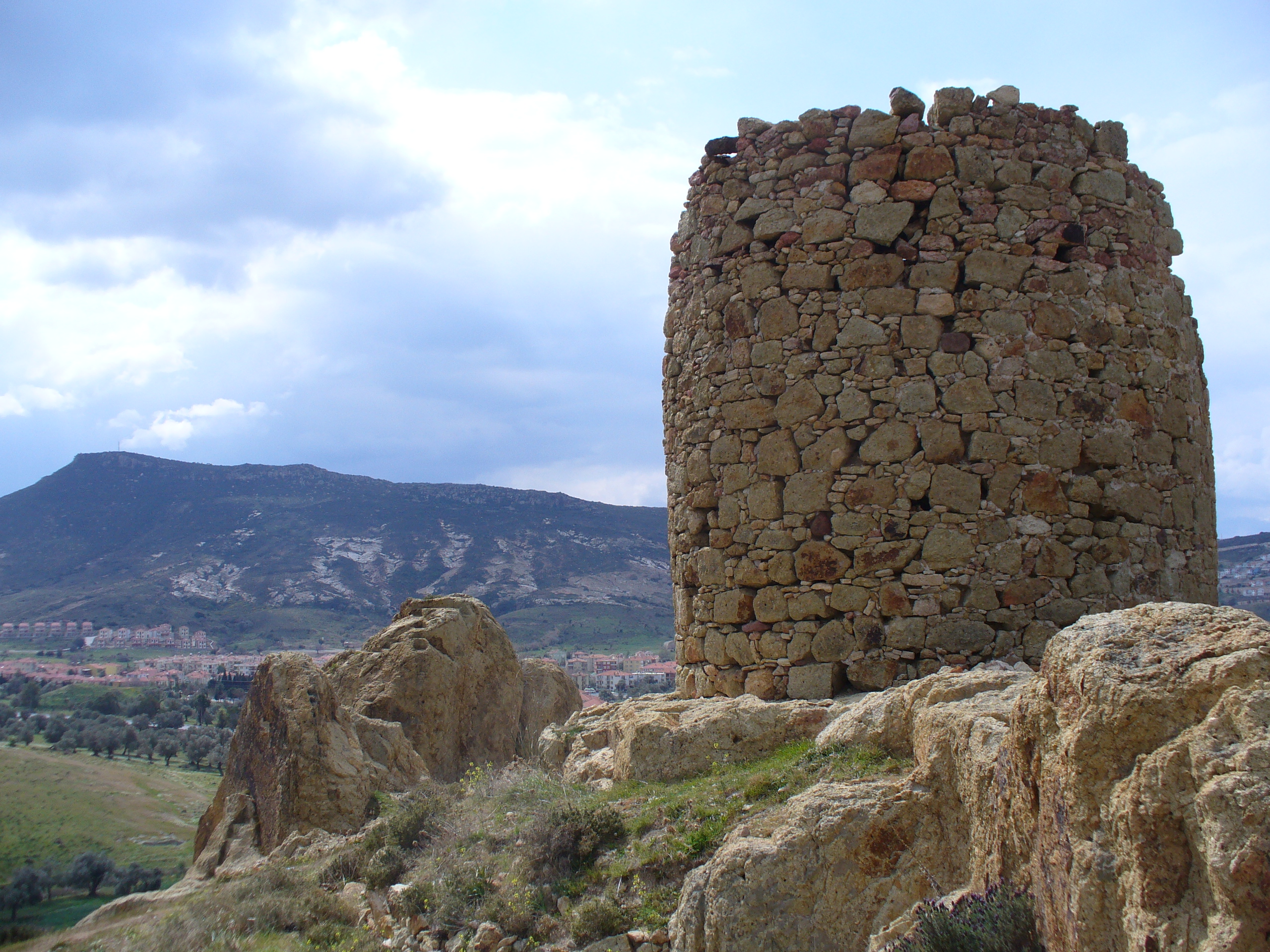
Старий вітряк у Фочі

Після відновлення Візантійської імперії Михаїлом VIII Палеологом, який уклав з Генуезькою республікою в 1261 році сприятливий для неї Німфейський договір, Фокеєю, точніше близькими до неї покладами галунів, зацікавилися генуезці. У 1275 р. імператор Михаїл VIII віддав право на розробку покладів Мануеле Дзаккарія і протягом середньовіччя місто було активним портом, в основному завдяки багатим покладам в регіоні галунів, які з давніх часів використовувались як протрави при фарбуванні вовняної і бавовняної пряжі і тканин.
Мануеле Дзаккарія не лише заробив на видобутку величезні статки, але й перетворив Фокею на вотчину своєї родини, де фактично не діяли візантійські закони — Фокейську сеньйорію і після його смерті сеньйором Фокеї став його брат Бенедетто I Дзаккарія. Під час венеційсько-генуезької війни Курцоли у 1296 р. Фокею захопили конкуренти генуезців — венеційці. Адмірал Морозіні спалив копальні Дзаккарія, але швидко полишив місто. Генуезці повернули собі ініціативу і за договором 1299 р. венеційці взяли на себе зобов'язання не нападати на володіння Генуї. Італійці заснували поруч з Фокеєю ще одне місто — Нову Фокею, ближчу до покладів. Відповідно, саму Фокею сталу називати Старою Фокеєю. В 1329 році Імператор Андронік III спорядив великий флот, який примусив родину Дзаккарія повернути Фокею під владу Візантії.
Проте вже у 1336 р. спалахує новий заколот — очолюваний генуезьким лицарем Каттанео Фокейським. Його люди захоплюють в місті у заручники людей еміра саруханського, а сам він здобуває Лесбос. У відповідь візантійці взяли в облогу Мітилену на Лесбосі і Фокею і врешті решт досягають з заколотниками угоди. Каттанео залишається у Фокеї в статусі імператорського намісника, а фокейські торговці отримують права безмитної торгівлі на всій території імперії. Лише у 1340 р. Каттанео виганяють з міста самі фокейці.
У 1346 р. Стару і Нову Фокею захоплює приватна ескадра генуезця генуезького адмірала Сімоне Віньйозо, що представляв компанію пайщиків «Маона Хіоса і Фокеї», створену спеціально для експлуатації колоній. Константинополь вимагає повернути захоплене, компанія чинить опір, під час переговорів місцеві мешканці знову виганяють генуезців. Щоправда, візантійський намісник Калофет веде себе майже так само, як і іноземці. У 1358 його пірати захоплюють сина османського султана Орхана, і в обмін на його звільнення Калофет вимагає від імператора сто тисяч золотих і сан севастократора. Доводиться знову брати Фокею в облогу і… виконувати вимоги намісника. Щоправда, у тому ж році генуезці з компані «Маона Хіоса і Фокеї» знову повертають собі Фокею разом з копальнями, і за договорами 1363 і 1367 рр. Константинополь визнає ці загарбання в обмін на символічну «орендну плату».
Іншою важливою поступкою Візантії генуезцям став сусідній острів Лесбос, наданий родині Гаттілузіо в результаті шлюбу між Франческо I Гаттілузіо та Марією Палеолог, сестрою візантійського імператора Івана V Палеолога в 1355 році. Згодом володіння родини Гаттілузіо включали, серед іншого, острови Імброс, Самофракія, Лемнос і Тасос, а також місто Енос у Фракії (сучасний Енес в Туреччині) З цієї позиції вони активно займалися видобутком і збутом галуну, корисного для виробництва текстилю та прибуткової торгівлі, контрольованої генуезцями.

### В складі Османської імперії
Генуезці продовжували недовго контролювали місто навіть після захоплення османами Константинополя в 1453 році. Але вже у жовтні 1455 р. війська Мехмеда II Завойовника захопили Фокею, взяли в полон генуезьких торговців і власників копалень і обклали місцеве населення податками, а сто найкрасивіших фокейських дівчат і парубків відправили до столиці як подарунок султану.

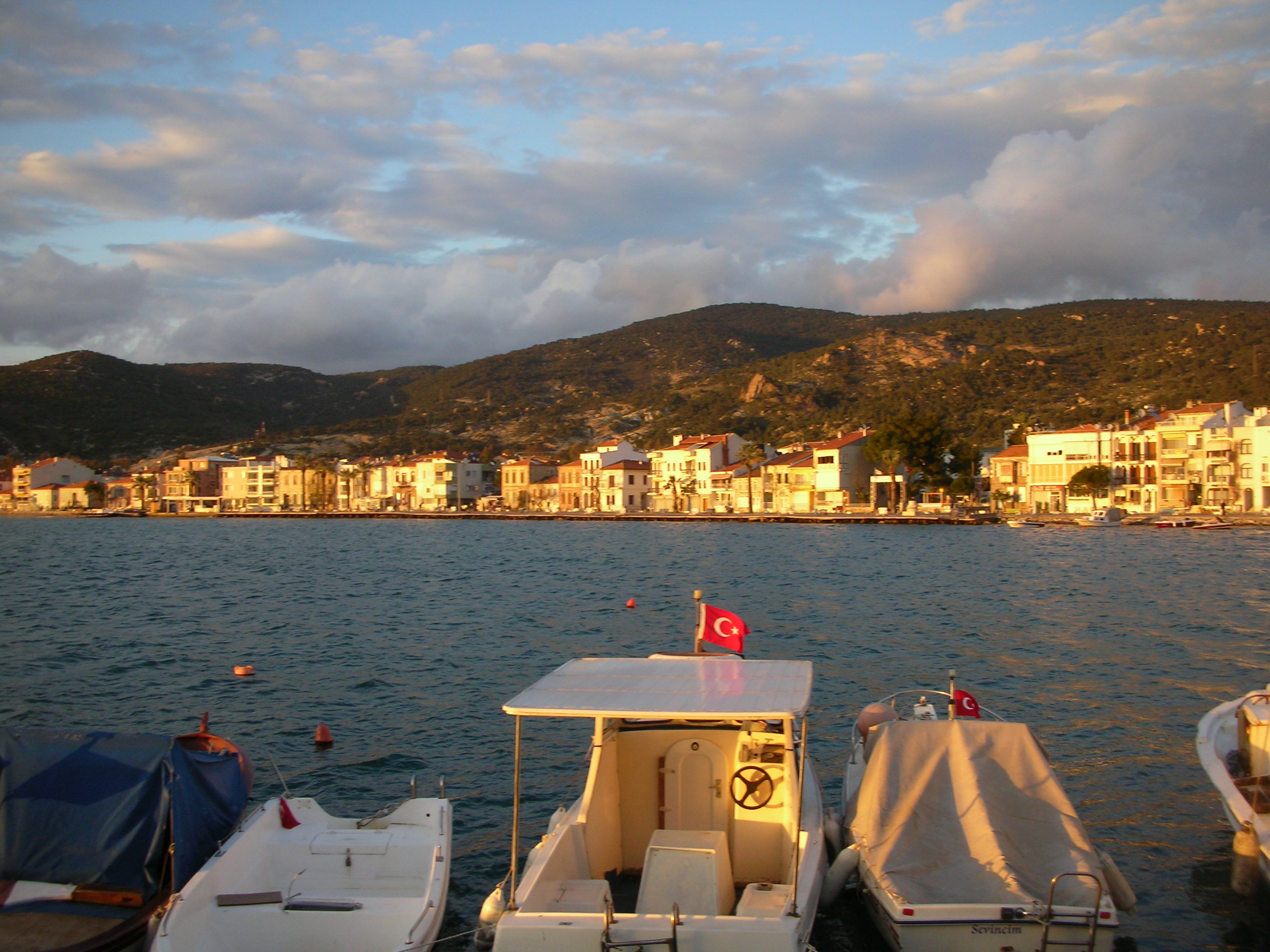
Захід сонця в бухті Фоча

Під час майже п'ятисотлітнього османського панування місто зберігало переважно грецьке населене аж до різанини у Фокеї, здійсненої турками під час геноциду греків в 1914—1922 роках. 12 червня 1914 р. у Фокеї відбувся погром християнського населення. Участь в ньому брали башибузуки, мухацири (вимушені турецькі біженці з Криту та інших територій, що відійшли до Греції), та робітники сусідніх копалень. Вони вбивали мирних мешканців, підпалювали їхні будинки, нищили майно. Греки у паніці залишали місто, намагаючись врятуватися на сусідньому Хіосі. Поліцейські і військові частини, введені до Фокеї під приводом наведення порядку, насправді долучилися до погрому, надавши руйнуванням систематичного характеру і водночас ховаючи найкричущі свідчення звірств. В результаті велика частина історичного міста і всі старі церкви були зруйновані, на їх місці були зведені мечеті, а місто згодом стало відомим як Фоча. Місцеве локальне турецьке населення відрізнялося у сприйнятті греків у порівнянні з прибулими мухацирами більш рихильним ставиленням до греків. Коли грецьке населення залишило місто через різанину, їхні будинки зайняли мухацири. Деякі з греків повернулися у свої будинки в 1919 р., коли до міста прибула грецька армія, що змусило мухацирів, які зайняли це житло втекли Коли грецька армія зазнала остаточної поразки в 1922 році, згідно зі свідченням мухацира, греки, які намагалися втекти на човнах чи інших засобах, «були зупинені, а покарання, на які вони заслуговували, були завдані їм у гавані Ескі-Фоча та навколо неї».

## Георгафія

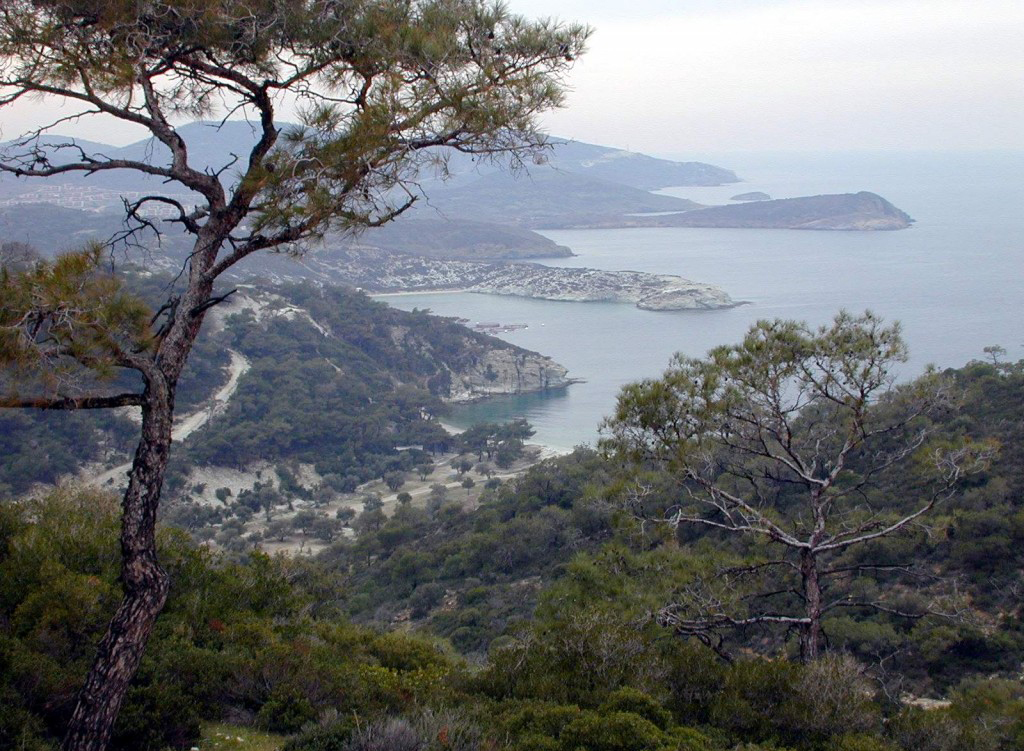
Берегова лінія поблизу Фочи

Фоча розташована на узбережжі двох бухт — більшої бухти під назвою Буюкденіз (тур. Büyükdeniz — «Велике море») і меншої бухти в межах цієї великої, під назвою Кучукденіз ((тур.) — «Мале море»), на узбережжі якої розташований середньовічний замок і залишки давньогрецького храму Афіни.
Для збереження цінних зразків флори та фауни, а також природної краси невеликих заток і бухт, особливо між Фочою та Єні-Фочою, в багатьох частинах району Фоча впроваджено суворий режим охорони навколишнього середовища. Фоча є місцем розташування однієї з трьох морських заповідних територій, створених у Туреччині для збереження середземноморського тюленя-монаха, виду морських ссавців, що перебуває під загрозою зникнення.
Популярним способом знайомства з природними пам'ятками регіону є водні екскурсії на човнах, які регулярно організовуються, зокрема, з центру міста. Через захисні заходи заборонено будівництво нових будівель у багатьох частинах району і місто має намір зберегти свою унікальну атмосферу, оскільки складається переважно зі старих будинків.
Нещодавно оголошено тендер на будівництво марини для яхт на 300 човнів у Фочі, після завершення якої очікується, що місто відкриється для активнішого міжнародного туризму.
Військово-морський флот Туреччини утримує у Фочі базу для двох своїх підрозділів спеціальних операцій, Su Altı Savunma (SAS) і Su Altı Taarruz (SAT).

## Галерея

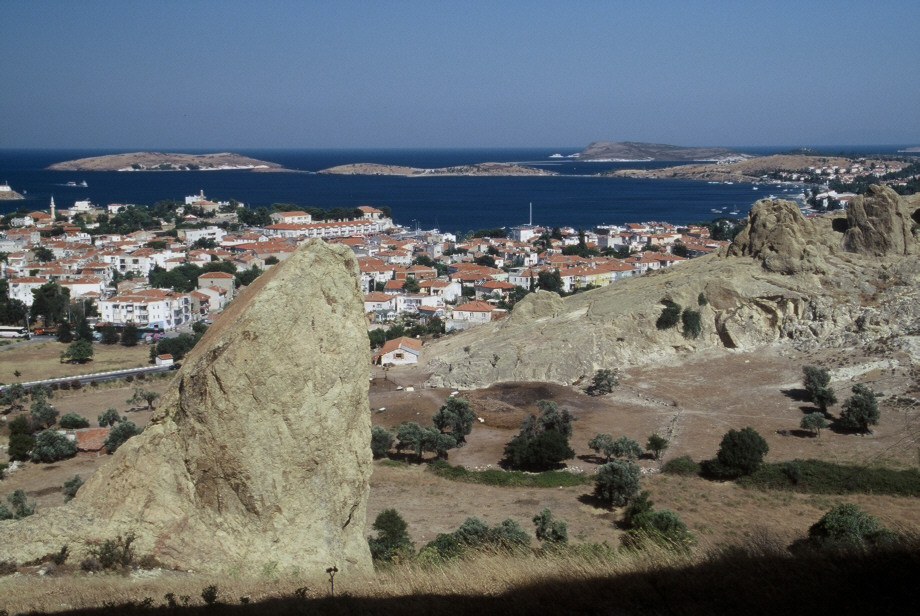
Стара Фоча, вид на старе місто та острови Сирен
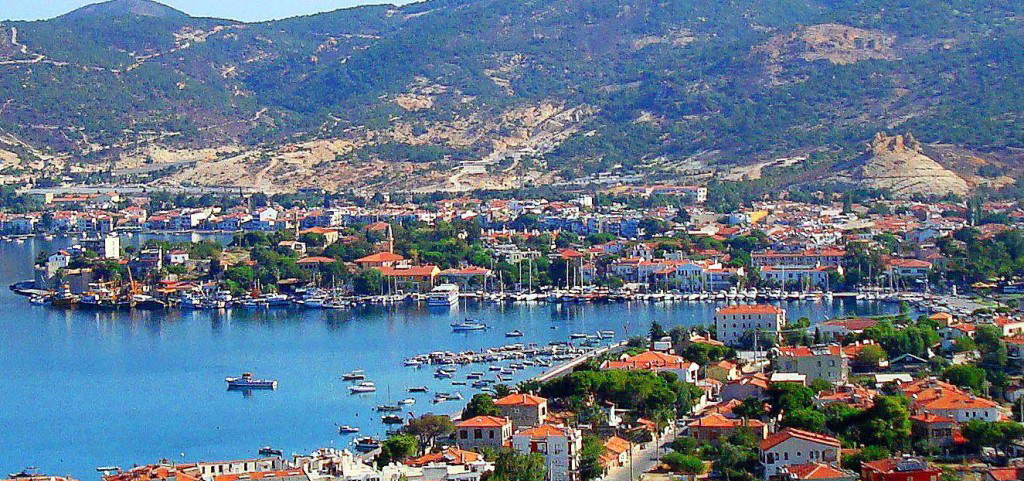
Вид на Велику бухту (Буюкденіз) Фочі
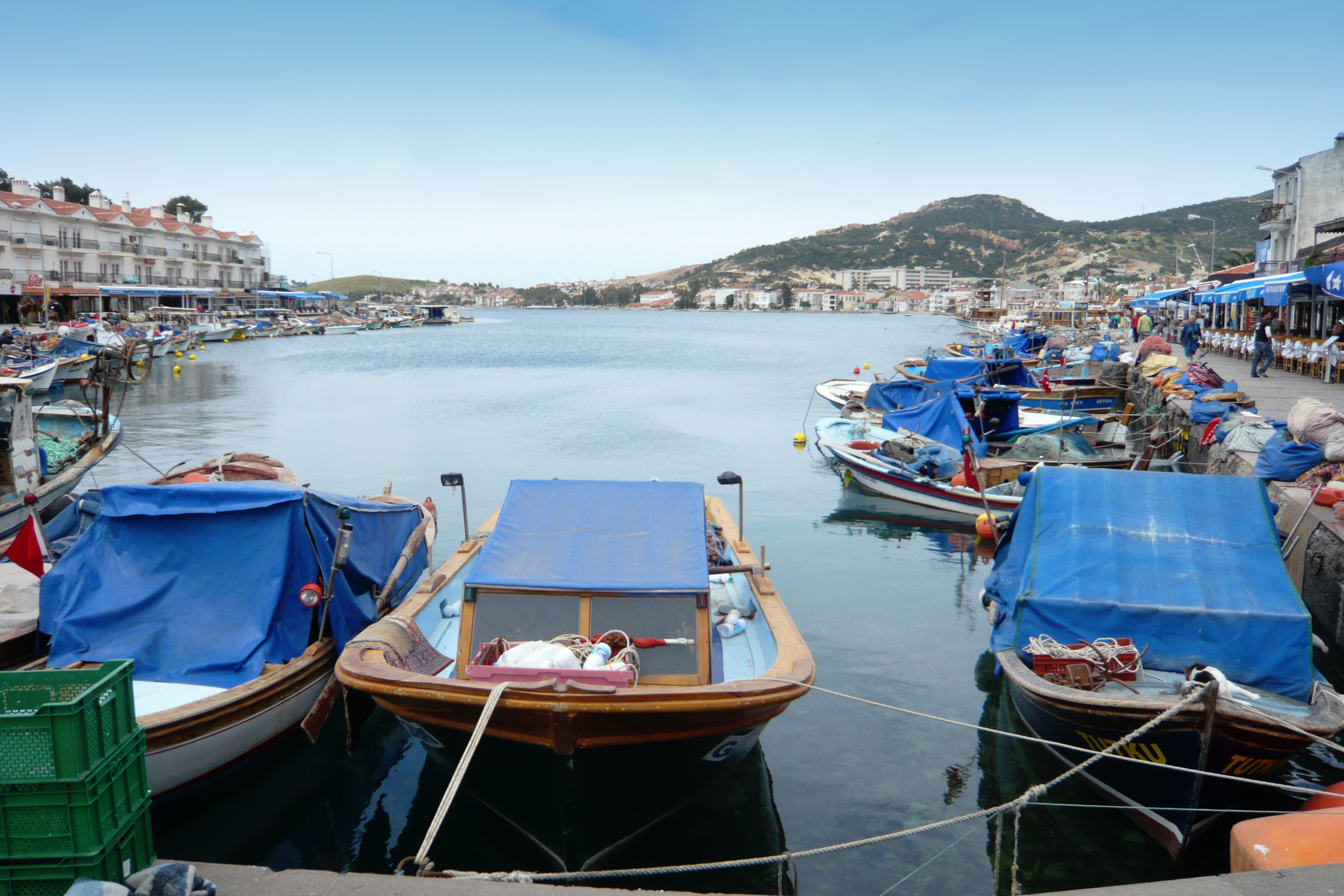
Мала бухта (Кучукденіз) і порт Фочі
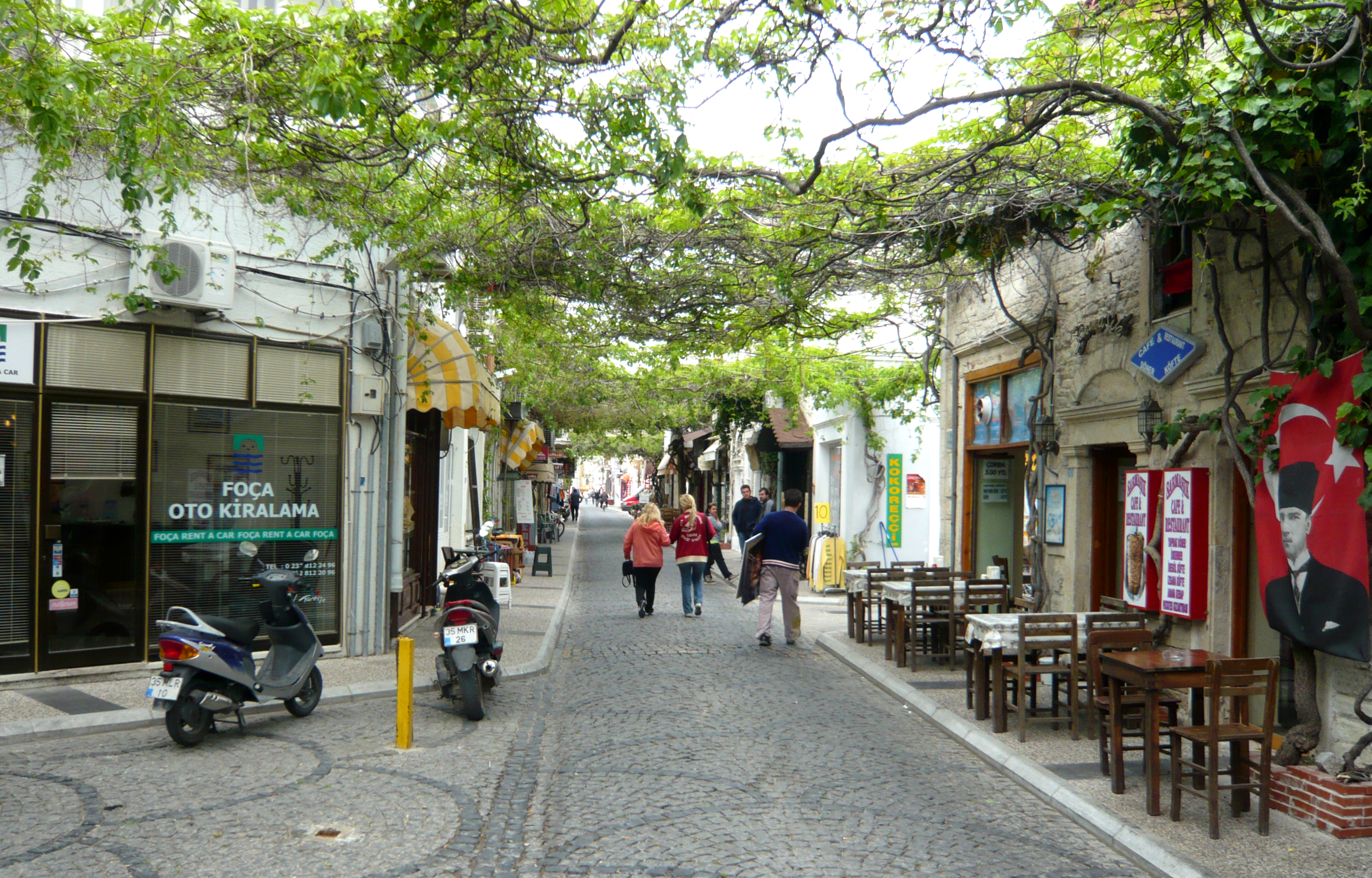
Базар Фочі